# فرودگاه شهرستان وود (تگزاس)
فرودگاه وود کانتی (تگزاس)   (به انگلیسی: Wood County Airport (Texas))  یک فرودگاه همگانی باربری  است که یک باند فرود آسفالت دارد و طول باند آن ۱۲۲۰ متر است. این فرودگاه در شهر مینیولا، تگزاس کشور ایالات متحده آمریکا قرار دارد و در ارتفاع ۱۳۲ متری از سطح دریا واقع شده است.